# 吉野神社 (幸手市)
吉野神社（よしのじんじゃ）は、埼玉県幸手市の神社。

## 歴史
創建年代は不明である。ただ後述の逸話により、戦国時代後期以降に創建されたものと推測される。1534年（天文5年）、扇谷上杉家の上杉朝定は幸手城を攻め、城主の一色直俊は討死し落城した。直俊夫人の「吉野の前」と乳母の「安の戸」は落城直前に脱出した。しかし、吉野の前は逃走途中の蕎麦畑の中で流れ矢に当たり、亡くなってしまった。乳母の安の戸も後を追って自害した。その後、当地では子どもが病気に罹る例が多発した。村人は「これは非業の死を遂げた両人の祟り」とし、両人の怨霊を鎮めるための神社を設けて祀ったのが当社の起源である。吉野の前が蕎麦畑で亡くなったことから、「蕎麦嶽（そばだけ）大明神」と名付けられた。
これらの経緯から、祭神は吉野の前だと言い伝えられているが、江戸時代後期の地誌『新編武蔵風土記稿』では「祭神を詳らかにせず」としており、明治の神社明細帳では天穂日命としている。天穂日命としたのは、千葉県に多い「そばだか神社」の祭神に合わせたものと推測される。
1873年（明治6年）、近代社格制度に基づく「村社」に列せられた。1906年（明治39年）1912年から（明治45年）にかけて、神社合祀により周辺の4社が合祀された。1923年（大正12年）、「吉野神社」に改称された。

## 交通アクセス
- 杉戸高野台駅より徒歩20分。